# Nothing Else Matters
Nothing Else Matters este o piesă a formației heavy-metal Metallica, de pe albumul The Black Album.

James Hetfield a scris această melodie în timp ce vorbea la telefon cu iubita sa de atunci. Deoarece ținea telefonul într-o mână, cu cealaltă a smuls corzile Mi (gros), Sol, Si și Mi (subțire), compunând primele două măsuri ale piesei. Din cauza dragostei, James era să se sinucidă în cabina de telefon.